# Hypercompe steinbachi
Hypercompe steinbachi là một loài bướm đêm thuộc phân họ Arctiinae, họ Erebidae.